# イワン・オシポビッチ・ヤルコフスキー

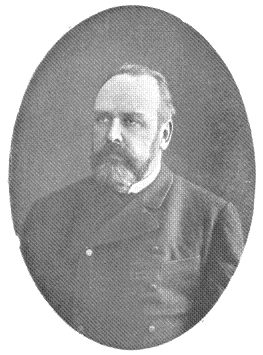
Ivan Yarkovsky

イワン・オシポビッチ・ヤルコフスキー（露: Иван Осипович Ярковский, 英: Ivan Osipovich Yarkovsky、1844年 – 1902年）はロシア/ポーランドの土木工学者。ロシアの鉄道会社に勤務していたが、詳しいことは分かっていない。
1870年代に始まった彼の小天体における熱放射効果の研究はヤルコフスキー効果、ヤルコフスキー・オキーフ・ラジエフスキー・パダック効果へと発展した。1888年には重力を説明する古典力学的理論の発表も行っている。
小惑星ヤルコフスキーは彼に因んで命名された。